# Битва при Артемисии
Битва при Артемисии — морское сражение между греческим и персидским флотами в ходе греко-персидских войн, произошедшее в 480 г. до н. э. в узких проливах между островом Эвбея и материковой частью Греции (Артемисийский пролив).
Целью греческого флота было недопущение кораблей противника в Малийский залив, на побережье которого войско под руководством царя Леонида удерживало армию Ксеркса в Фермопильском ущелье. Высадка морского десанта в тыл означала гибель сухопутных военных сил эллинов в Фермопилах.
Благодаря благоприятным погодным условиям, военным хитростям греческого военачальника Фемистокла и узости проливов эллины, несмотря на численное преимущество противника, смогли задержать флот персов. После получения известия о проигрыше Фермопильского сражения, гибели Леонида и 300 спартанцев защита проливов около Артемисия теряла своё первоначальное значение. Флот отступил к Афинам.

## Предыстория
Греческие города-государства Афины и Эретрия помогали родственным греческим полисам Ионии в их неудачном восстании против власти персидского царя Дария в 499—494 годах до н. э. Персидская империя на тот момент была достаточно молода. Её часто сотрясали восстания покорённых народов. Повстанцам совместно с афинянами удалось захватить и сжечь важный город империи и столицу сатрапии Сарды. Дарий желал отомстить участвовавшим в восстании грекам, которые были ему неподвластны.

Карта государства Ахеменидов

Также Дарий видел возможность покорить разрозненные древнегреческие города. В 492 г. до н. э. во время военной экспедиции персидского военачальника Мардония была завоёвана Фракия, Македония признала верховную власть персидского царя. Таким образом, персы обеспечили своему сухопутному войску проход к территории Древней Греции. В 491 году до н. э. Дарий отправил послов во все независимые греческие города с требованием «земли и воды», что соответствовало покорности и признанию власти персов. Осознавая силу и военную мощь государства Ахеменидов, все города древней Эллады, кроме Спарты и Афин, приняли унизительные требования. В Афинах послы были преданы суду и казнены. В Спарте их сбросили в колодец, предложив взять оттуда землю и воду.
В 490 году до н. э. был направлен персидский флот под командованием Датиса и Артаферна для покорения Афин. По пути к Афинам была покорена и разрушена Эретрия. Войско высадилось на территории Аттики, но было разбито афинянами и платейцами в битве при Марафоне. После этой неудачной экспедиции Дарий стал собирать огромное войско для покорения всей Греции. Его планам помешало восстание в Египте в 486 году до н. э., а вскоре Дарий умер. Трон занял его сын Ксеркс. Подавив египетское восстание, Ксеркс продолжил подготовку к походу на Грецию.
В Афинах к власти пришёл Фемистокл. Промежуток между Марафонской битвой и вторжением Ксеркса антиковед Суриков называет «эпохой Фемистокла». В то время как персы собирали армию для завоевания Эллады, афинский политик способствовал созданию мощного флота. У афинян был обычай делить между собою доходы от серебряных рудников в Лаврионе. Собственником этих рудников было государство. После падения тиранов государственное имущество стало считаться собственностью всех граждан. Если после покрытия всех государственных потребностей в кассах оставались значительные суммы, то этот излишек делился между афинянами. Фемистокл предложил направить получаемые средства на постройку кораблей. Предложение было воспринято весьма неоднозначно. Принимая его, каждый афинянин лишался хоть и небольшого, но верного денежного пособия, предоставляемого государством. Готовя корабли для войны с персами, Фемистокл понимал, что афиняне не согласятся с ним, так как не считают разбитых под Марафоном варваров серьёзной угрозой. Поэтому он убедил сограждан, что новые корабли и мощный флот необходимы для войны с Эгиной — островом, который вёл непрерывную войну с Афинами. Именно данная политика в конечном итоге привела к сокрушительному поражению армии Ксеркса.
В 481 году до н. э. Ксеркс направил послов в большинство греческих городов-государств, кроме Афин и Спарты, с требованием «земли и воды». В конце осени 481 года до н. э. в Коринфе состоялось общегреческое собрание. Перед лицом общей опасности на нём был заключён союз и прекращены междоусобные войны. В греческие колонии были отправлены посольства с просьбой о помощи. Технически выполнить постановления общегреческого конгресса было сложно в связи с разрозненностью древних греков, враждебностью между ними и междоусобными войнами.
В 480 г. до н. э. войско Ксеркса начало переправку из Азии в Европу. Кроме сухопутного войска, у Ксеркса был мощный флот, снаряжённый прибрежными и островными народами, входящими в его государство.
После этого афинским стратегом Фемистоклом был предложен другой план действий. Путь в южную Грецию (Беотию, Аттику и Пелопоннес) проходил через узкое Фермопильское ущелье. В нём греческое войско могло удерживать превосходящие по численности силы противника. Для предотвращения обхода ущелья с моря афинским и союзным кораблям следовало контролировать узкий пролив между островом Эвбея и материковой Грецией. Данная стратегия была одобрена общегреческим конгрессом, хотя представители некоторых пелопоннесских городов были не согласны с таким решением. Они считали, что лучшим будет все силы направить на защиту коринфского перешейка, соединяющего Пелопоннесский полуостров с материком. Женщин и детей из оставленных Афин они предлагали эвакуировать в другие города. Таким образом, собравшиеся у мыса Артемисий греческие корабли должны были защищать войско в Фермопильском ущелье от высадки морского десанта персов в тыл.

## Силы сторон

### Греческий флот
Детальное описание греческого флота приводит Геродот:
| Город           | Количество кораблей                  |
| --------------- | ------------------------------------ |
| Афины и Платеи  | 127 триер                            |
| Коринф          | 40 триер                             |
| Халкида         | 20 триер                             |
| Мегара          | 20 триер                             |
| Эгина           | 18 триер                             |
| Сикион          | 12 триер                             |
| Спарта          | 10 триер                             |
| Эпидавр         | 8 триер                              |
| Эретрия         | 7 триер                              |
| Трезен          | 5 триер                              |
| Стира           | 2 триеры                             |
| Кеос            | 2 триеры и 2 пентеконтеры            |
| Опунтские локры | 7 пентеконтер                        |
| Всего           | 271 триера (280 триер и пентеконтер) |

### Флот Ксеркса
В самом начале похода во флоте Ксеркса, согласно Геродоту, состояло 1207 триер.
| Город                                          | Количество кораблей |
| ---------------------------------------------- | ------------------- |
| Финикийцы и сирийцы                            | 300                 |
| Египтяне                                       | 200                 |
| Киприоты                                       | 150                 |
| Киликийцы                                      | 100                 |
| Ионийцы                                        | 100                 |
| Народы на побережье Мраморного и Чёрного морей | 100                 |
| Карийцы                                        | 70                  |
| Эолийцы                                        | 60                  |
| Ликийцы                                        | 50                  |
| Памфилы                                        | 30                  |
| Азиатские дорийцы                              | 30                  |
| Жители островов Эгейского моря                 | 17                  |
| Всего                                          | 1207 триер          |

Согласно Геродоту, по пути к месту сражения флот персов попал в бурю, во время которой погибло «не менее 400 кораблей». Уверенные в своей предстоящей победе персы направили 200 кораблей в обход острова Эвбея с тем, чтобы уничтожить спасающиеся греческие триеры после предполагаемого поражения. Таким образом, согласно античному историку, в битве при Артемисии могло участвовать не более 600 триер.
Современные историки по-разному относятся к приводимым Геродотом цифрам. Одни из них соглашаются с ним, а другие считают сильно завышенными. Наименьшая оценка численности персидского флота в 200—300 триер, участвовавших в битве при Артемисии, встречается в сочинениях военного историка Г. Дельбрюка.

### Сравнительная характеристика греческого и персидского флотов
Флот Ксеркса не только обладал численным преимуществом, но и состоял из более опытных моряков. В состав персидского флота были включены корабли финикийцев — наиболее опытных моряков древнего мира. В отличие от финикийских, корабли афинян были построены относительно недавно. Постройка большей части флота происходила в промежуток между 490 и 480 гг. до н. э. В связи с чем экипаж греческих судов не имел соответствующих опыта и подготовки.
Геродот указывает на то, что корабли греков были более тяжёлыми и, соответственно, менее манёвренными по сравнению с вражескими. Современные исследователи объясняют это несколькими факторами: нахождением на триере как минимум 20 тяжеловооружённых гоплитов (не менее 2 тонн), а также различиями в конструкции. Меньшая манёвренность греческого флота была бы выгодной для персов в открытом море. В условиях же узких проливов больший вес триер эллинов делал их более устойчивыми и менее восприимчивыми к тарану.

### Тактические приёмы морских сражений времён греко-персидских войн

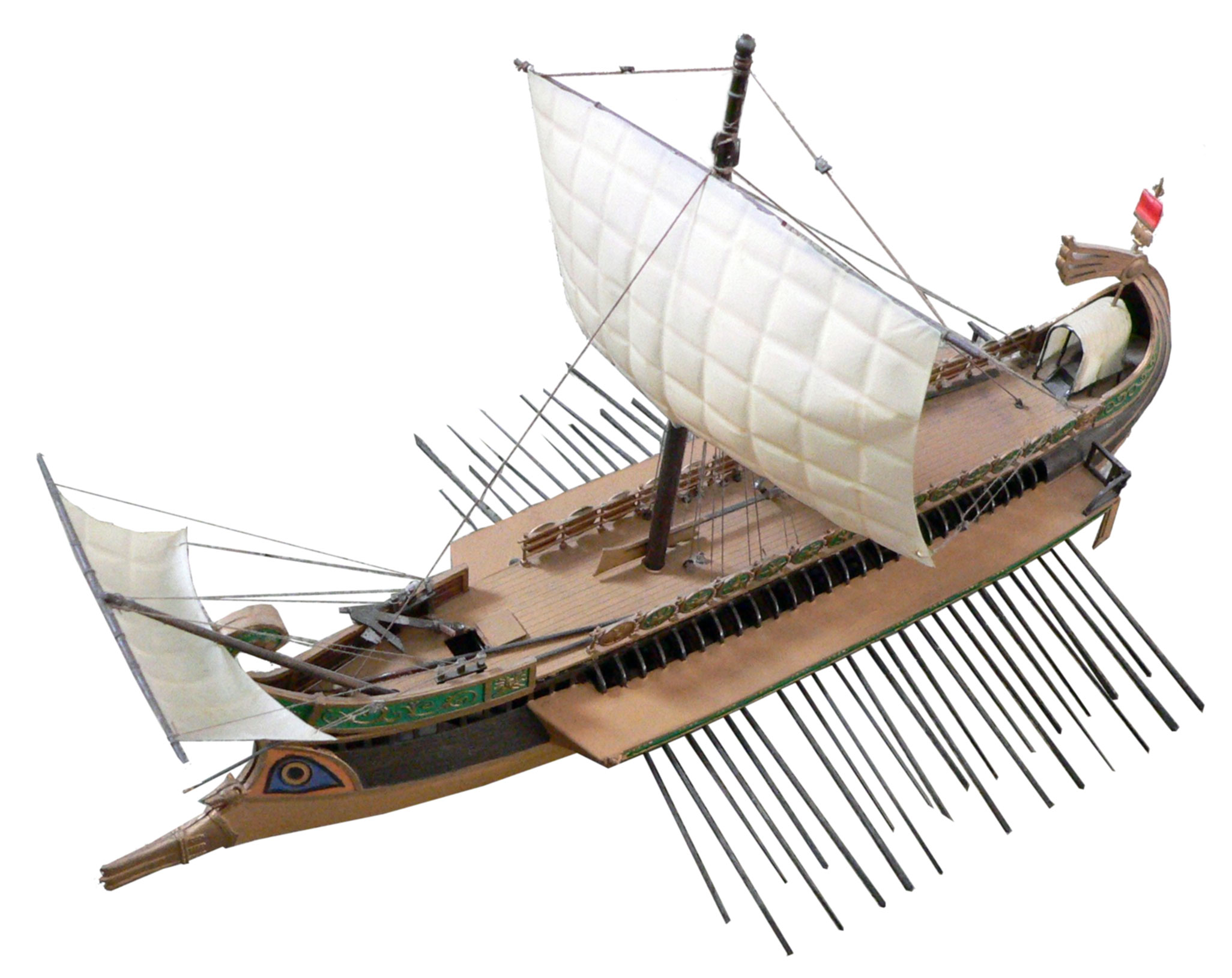
Модель античной триеры. Спереди находится таран

После появления тарана наиболее удобным стало нападение на неприятеля, развернувшись к нему носом. Таран представлял собой длинный и острый бивень, который располагался в подводной части триеры. Использовался он исключительно для нападения с целью пробить борт вражеского корабля и потопить судно. С учётом данных особенностей строения судов в тактике тарана различают два основных манёвра:
1. Прохождение между вражескими кораблями, после чего нападавший поворачивал и таранил неприятеля в кормовую часть судна
2. Обход неприятельского корабля для того, чтобы сделав крутой поворот, таранить его в борт или кормовую часть.

Таран непрятельского судна в нос не практиковался, ибо для кораблей лёгкой постройки с острыми очертаниями такой удар являлся опасным.

## Перед битвой
Персидский флот стал на якорь в Афетской бухте (Пагасейский залив), которая имела в глубину около 73 м и была окружена со всех сторон горами, которые хорошо защищали от ветра и волн. Однако скалистые и крутые берега не давали возможности экипажу сойти на берег и вытащить корабли. Для того, чтобы отрезать грекам отступление и не выпустить ни одно из их судов, персы послали в обход Эвбеи эскадру в 200 кораблей.
Когда эллины увидели огромный флот противника, то они устрашились и решили бежать. Фемистокл выступил резко против этого предложения. Он сумел убедить эллинов следующим образом. Жители острова Эвбея просили подождать с отплытием, так как им было необходимо переправить женщин и детей в безопасное место. Отплытие же греческого флота означало скорое разграбление острова персами. Фемистокл взял у них 30 талантов, пять из которых отдал номинальному руководителю союзными силами Еврибиаду, а три — военачальнику коринфян Адиманту. Плутарх упоминает также об одном таланте, выданном триерарху одного из афинских судов, требовавшему немедленного отплытия. Остальные деньги Фемистокл оставил себе.

## Битва

### Первый день

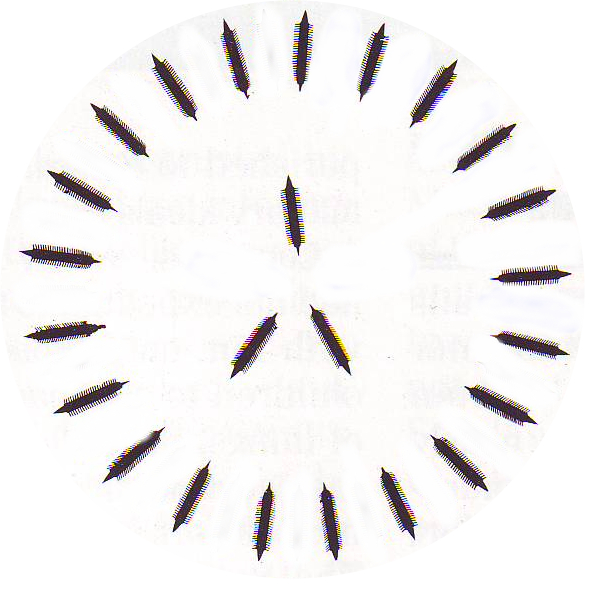
Предполагаемая форма расположения кораблей эллинов

Когда военачальники флота Ксеркса увидели плывшие на них греческие корабли, то решили принять бой. Согласно Геродоту, персы посчитали эллинов полными безумцами ввиду того, что флот последних значительно уступал их флоту как по количеству, так и по качеству строения триер.
Эллины использовали новый тактический приём. По первому сигналу трубы они «повернули носы кораблей на врага, а кормами сдвинули их в середину друг против друга». Современные историки говорят о том, что греческие корабли сформировали подобие круга. В то же время они отмечают сложность формирования такого образования из более чем 270 кораблей. Предложенный Фемистоклом манёвр предотвращал возможность вражеским кораблям таранить греческие триеры в кормовую часть. При таком расположении персы не могли пройти сквозь строй или обойти противника, используя своё численное преимущество.
По второму сигналу эллины атаковали окружавшие их корабли персов. В ходе боя им удалось захватить тридцать триер варваров. Также на их сторону перешёл корабль, снаряжённый находящимися под властью Ксеркса ионийскими греками с острова Лемнос. С наступлением ночи битва прекратилась. Греки вернулись на свою безопасную позицию, а персы были вынуждены опять становиться на якорь в глубоких водах Афетской бухты.
Ночью разразился сильный шторм, во время которого потерпели крушение все плывшие вокруг Эвбеи для окружения греков корабли. Геродот пишет о божественном влиянии. Два произошедших с небольшим промежутком шторма значительно ослабили персидский флот.

### Второй день
На следующий день персы занимались ремонтом своих судов после двух штормов и битвы. Новость о гибели вражеских кораблей на побережье Эвбеи, а также приход подкрепления в 53 триеры из Аттики повысили боевой дух эллинов.
Выйдя в море, греки сумели уничтожить киликийские корабли. По всей вероятности, они были высланы позднее для соединения с главными силами персов. Не найдя персов у Афета, они приняли за них греков и были потоплены.

### Третий день
На третий день военачальники Ксеркса решили атаковать силы греков. К полудню весь их флот вышел из гавани и занял Трикирийский пролив, который в длину составляет около 6000 м. Выстроившись в виде полумесяца, они намеревались окружить силы союзников, но те благоразумно не вышли в пролив Ореос. Их корабли расположились между Гистиейским заливом и небольшим островком Аргиро. В этом месте пролив суживался до 3200 м. По мнению немецкого адмирала Штенцеля, при ширине корабля с вёслами в 15 м им понадобилось для этого около 210 триер. Таким образом, в распоряжении эллинов оставалось около 100 кораблей для арьергарда или второго ряда.
Персы двинулись на врага в полном порядке, но, войдя в Гистиейский пролив, стали мешать друг другу, ломая вёсла и нарушая строй. Греки по сигналу начали атаку, и по всей линии завязалась битва, во время которой обе стороны сражались одинаково храбро. Из-за численного перевеса персов эллины не смогли одержать победы. Тем не менее они удержали позицию, персы же были вынуждены вернуться на стоянку в Афетскую бухту. Потери обеих сторон были сопоставимыми. Однако учитывая численное преимущество флота Ксеркса, для эллинов они были более ощутимыми. Половина флота союзников была выведена из строя.
Греки видели, что больше они подобной битвы не вынесут. В связи с этим появились предложения покинуть место у Артемисия. У Фемистокла возник план по тому, как переманить ионийцев и карийцев на свою сторону. Его детали неясны, так как к грекам прибыл гонец с известием о том, что войско Ксеркса обеспечило себе проход через Фермопильское ущелье, а царь Леонид и 300 спартанцев погибли. Защита проливов около Артемисия теряла своё первоначальное значение. Греки начали немедленное отступление.

## Значение битвы для дальнейшего хода греко-персидских войн

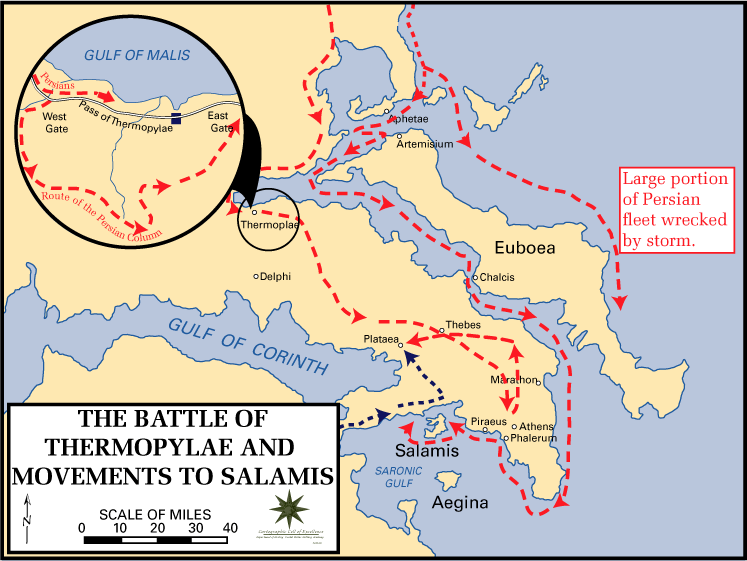
Карта походов в Грецию армии Ксеркса

По сравнению с другими сражениями греко-персидских войн во время похода Ксеркса (Фермопильское сражение, битва при Саламине, битва при Платеях), битва при Артемисии была относительно малозначимой. Союзники не нанесли персам поражения и не предотвратили их дальнейшее продвижение к Афинам. Персы также не смогли уничтожить или вывести из строя весь греческий флот. Такой исход сражения не мог удовлетворить ни одну из сторон.
В то же время, в контексте дальнейшего хода войны, первый опыт морской битвы с кораблями Ксеркса был крайне важен и необходим для греков. Эллины удостоверились в том, что, несмотря на численную недостаточность своих сил, могут противостоять противнику. Для большинства моряков это было первым сражением. Полученный опыт пригодился им в решающей битве при Саламине. Греческие военачальники смогли изучить слабые и сильные стороны флота неприятеля.
Древнегреческий поэт Пиндар во втором дифирамбе афинянам так отозвался о данном сражении:
...где сыны афинян 
Заложили сияющее основание 
Вольности...

## В литературе
Битва при Артемисии детально описана в исторических романах, посвящённых Фемистоклу, в частности в произведениях «Герой Саламина» Л. Воронковой и «Фемистокл» В. Поротникова.

## Античные источники
- Корнелий Непот «Фемистокл» // ancientrome.ru.
- [lib.ru/POEEAST/PLUTARH/plutarkh4_4.txt Плутарх «Фемистокл и Камилл»] // lib.ru.
- Геродот «История» // vehi.net.
- Диодор Сицилийский. Персидская история 11.12 — 11.14 // perseus.tufts.edu.